# Танака (прізвище)
Тана́ка (яп. 田中, たなか) — японське прізвище. Дослівно перекладається як «посеред поля», «середина поля», «провінція».　Посідає п'яте місце серед найуживаніших японських прізвищ.
- Танака Акамаро — лімнолог.
- Танака Ґіїті — прем'єр-міністр.
- Танака Йосікі — письменник.
- Танака Какуей — прем'єр-міністр.
- Танака Кане — супердовгожителька.
- Танака Кан'їті — психолог.
- Танака Кацуо — бейсболіст.
- Танака Кейдзі — географ.
- Танака Кінуйо — акторка.
- Танака Коїті — біохімік.
- Танака Комімаса — письменник.
- Танака Котаро — юрист.
- Танака Мітітаро — філософ.
- Танака Одо — філософ.
- Танака Охіде — мовознавець.
- Танака Сьодзо — політик.
- Танака Сьосуке — торговець.
- Танака Сьохей — музичний теоретик.
- Танака Тікао — драматург.
- Танака Тоцуґен — художник.
- Танака Хідеміцу — письменник.
- Танака Хісасіґе — інженер.
- Танака Фудзімаро — політик.
- Танака Шіґего — іхтіолог.

| Прапор Японії | Це незавершена стаття про Японію. Ви можете допомогти проєкту, виправивши або дописавши її. |